# アニカ・ベック
アニカ・ベック（Annika Beck, 1994年2月16日 - ）は、ドイツ・ギーセン出身の女子プロテニス選手。WTAツアーでシングルス2勝、ダブルス1勝を挙げた。自己最高ランキングはシングルス37位、ダブルス84位。右利き、バックハンド・ストロークは両手打ち。

## 来歴
5歳でテニスを始め、2009年にプロに転向。2012年全仏オープンジュニア女子シングルス決勝でアンナ・カロリナ・シュミエドロバを 3–6, 7–5, 6–3 で破り優勝している。
2012年ウィンブルドン選手権で予選を勝ち上がり4大大会に初出場した。
2014年10月のルクセンブルク大会の決勝でバルボラ・ザフラボバ・ストリコバを 6–2, 6–1 で破りWTAツアー初優勝を果たした。
2016年全豪オープンでは4大大会自己最高の4回戦に進出した。4回戦では優勝した第7シードのアンゲリク・ケルバーに 4–6, 0–6 で敗れた。2016年7月18日付のランキングで自己最高のシングルス37位を記録している。2016年8月のリオ五輪で初めてのオリンピックに出場した。シングルス1回戦でクロアチアのアナ・コニュに 6–2, 1–6, 3–6 で敗れた。
ベックは2017年10月のポワチエでのサーキット大会に出場したのが最後になり2018年に24歳で現役引退を発表した。

## WTAツアー決勝進出結果

### シングルス: 4回 (2勝2敗)
| 大会グレード                  |
| ----------------------------- |
| グランドスラム (0–0)          |
| WTAファイナルズ (0–0)         |
| プレミア・マンダトリー (0–0)  |
| プレミア5 (0-0)               |
| WTAエリート・トロフィー (0-0) |
| プレミア (0–0)                |
| インターナショナル (2-2)      |

| 結果   | No. | 決勝日         | 大会               | サーフェス        | 対戦相手                         | スコア        |
| ------ | --- | -------------- | ------------------ | ----------------- | -------------------------------- | ------------- |
| 準優勝 | 1.  | 2013年10月20日 | ルクセンブルク     | ハード (室内)     | キャロライン・ウォズニアッキ     | 2–6, 2–6      |
| 優勝   | 1.  | 2014年10月19日 | ルクセンブルク     | ハード (室内)     | バルボラ・ザフラボバ・ストリコバ | 6–2, 6–1      |
| 準優勝 | 2.  | 2015年8月1日   | フロリアノーポリス | クレー            | テリアナ・ペレイラ               | 4–6, 6–4, 1–6 |
| 優勝   | 2.  | 2015年9月20日  | ケベックシティ     | カーペット (室内) | エレナ・オスタペンコ             | 6–2, 6–2      |

### ダブルス: 3回 (1勝2敗)
| 結果   | No. | 決勝日         | 大会               | サーフェス    | パートナー           | 対戦相手                              | スコア           |
| ------ | --- | -------------- | ------------------ | ------------- | -------------------- | ------------------------------------- | ---------------- |
| 準優勝 | 1.  | 2014年10月12日 | リンツ             | ハード (室内) | キャロリン・ガルシア | ラルカ・オラル アンナ・タチシビリ     | 2–6, 1–6         |
| 優勝   | 1.  | 2015年7月31日  | フロリアノーポリス | クレー        | ラウラ・シグムント   | マリア・イリゴエン ポーラ・カニア     | 6–3, 7–6(1)      |
| 準優勝 | 2.  | 2016年7月17日  | グシュタード       | クレー        | エフゲニア・ロディナ | ララ・アルアバレナ クセーニャ・クノル | 1–6, 6–3, [8–10] |

## 4大大会シングルス成績
略語の説明
| W | F | SF | QF | #R | RR | Q# | LQ | A | Z# | PO | G | S | B | NMS | P | NH |

W=優勝, F=準優勝, SF=ベスト4, QF=ベスト8, #R=#回戦敗退, RR=ラウンドロビン敗退, Q#=予選#回戦敗退, LQ=予選敗退, A=大会不参加, Z#=デビスカップ/BJKカップ地域ゾーン, PO=デビスカップ/BJKカッププレーオフ, G=オリンピック金メダル, S=オリンピック銀メダル, B=オリンピック銅メダル, NMS=マスターズシリーズから降格, P=開催延期, NH=開催なし.
| 大会           | 2012 | 2013 | 2014 | 2015 | 2016 | 2017 | 通算成績 |
| -------------- | ---- | ---- | ---- | ---- | ---- | ---- | -------- |
| 全豪オープン   | A    | 2R   | 2R   | 1R   | 4R   | 1R   | 5–5      |
| 全仏オープン   | LQ   | 2R   | 1R   | 3R   | 3R   | 1R   | 5–5      |
| ウィンブルドン | 1R   | 2R   | 1R   | 1R   | 3R   | 1R   | 3–6      |
| 全米オープン   | LQ   | 1R   | 1R   | 1R   | 2R   | 1R   | 1–5      |